# OC Streetcar
La tranvía del Condado de Orange (OC Streetcar) es una línea de tranvía bajo construcción en el Condado de Orange, California, que atraviesa las ciudades de Santa Ana y Garden Grove. El tranvía eléctrico será operado por la Autoridad de Transporte del Condado de Orange (OCTA) y prestará servicio a diez estaciones en cada dirección a lo largo de su recorrido de 6,68 km (4,15 millas).
Con la excepción de un breve circuito en el centro de Santa Ana, la línea será de doble vía en toda su longitud. La mayor parte del recorrido sigue el trazado original de los "Red Cars" del antiguo Pacific Electric de Los Angeles, que operaban servicio a Santa Ana a principios del siglo XX, antes de ser abandonados en 1950. La construcción comenzó el 30 de noviembre de 2018. La fecha prevista de entrada en servicio de la línea se ha pospuesto para marzo de 2026. El tranvía operará entre el Centro de Transporte Regional de Santa Ana hasta un nuevo Centro de Tránsito Harbor en Garden Grove, uniendo la estación de Metrolink y el centro de Santa Ana.

## Estaciones

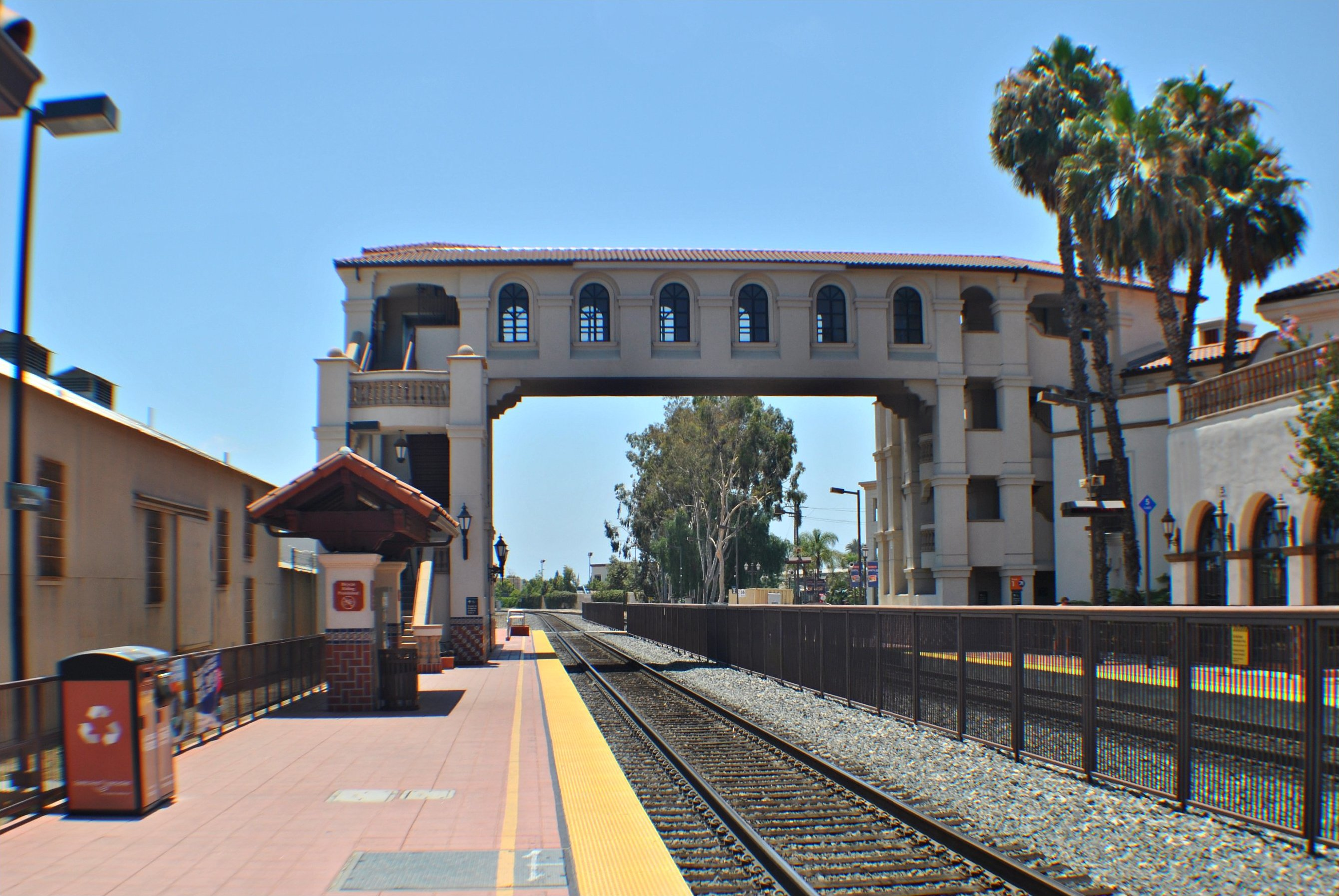
Santa Ana Regional Transportation Center, terminal este

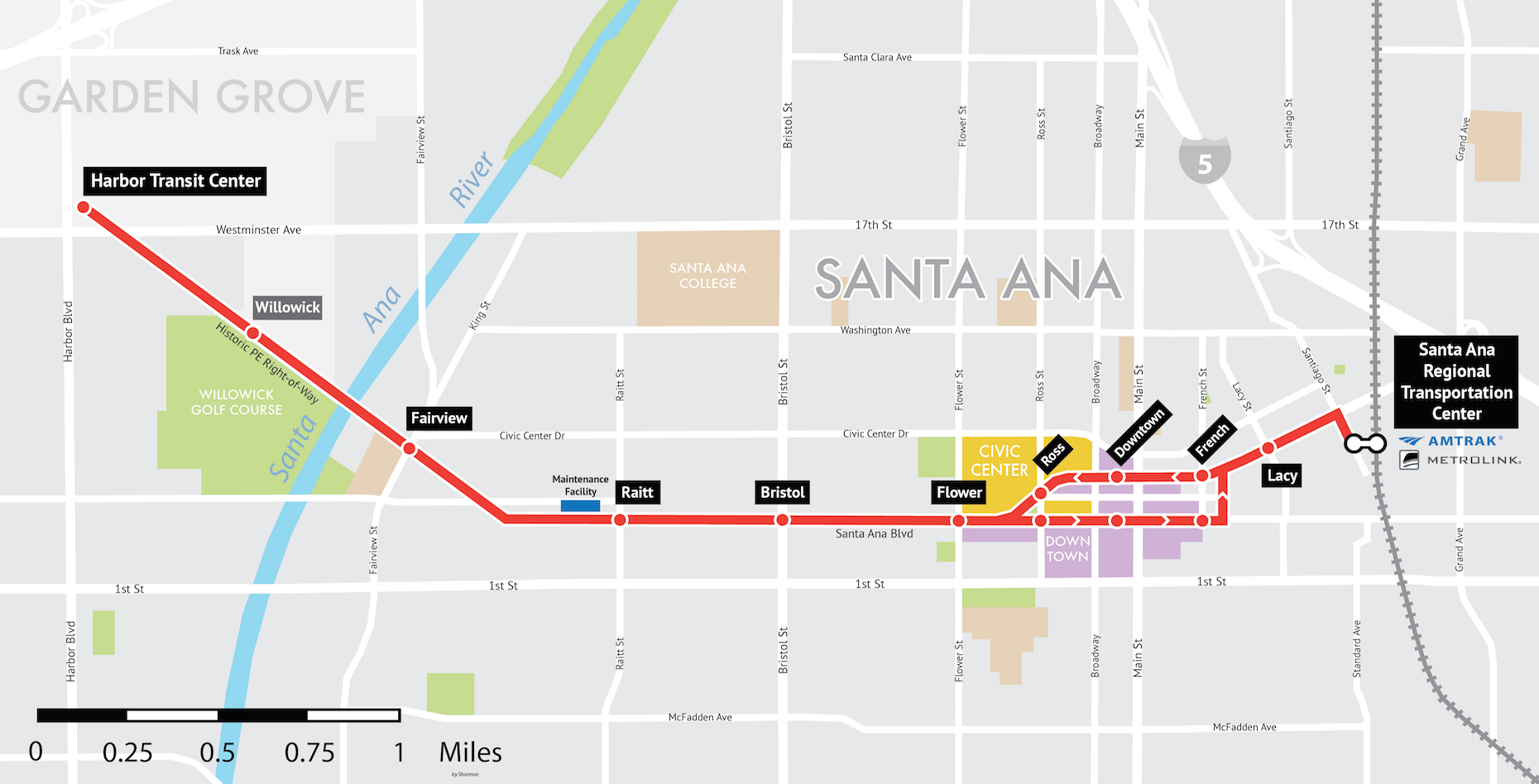
Mapa en 2025

| Ciudad                    | Estación                                 | Domicilio                                                       | Conexiones |
| ------------------------- | ---------------------------------------- | --------------------------------------------------------------- | --- |
| Santa Ana                 | Santa Ana Regional Transportation Center | Santa Ana Blvd y Santiago St                                    | Pacific Surfliner Greyhound OC Bus: 59, 83, 862, Rapid 560 Metrolink Línea Orange County y Línea Inland Empire-Orange County |
| Santa Ana                 | Lacy Street                              | Santa Ana Blvd y Lacy St                                        | |
| Santa Ana                 | French Street                            | Santa Ana Blvd y French St (oeste) 4th St y French St (este)    | |
| Downtown Santa Ana        | Sycamore Street (Downtown)               | Santa Ana Blvd y Sycamore St (oeste) 4th St y Sycamore St(este) | OC Bus: 53, Rapid 553 |
| Civic Center (Santa Ana)  | Ross Street                              | Santa Ana Blvd y Ross St (oeste) 4th St y Ross St (este)        | OC Bus: 55 |
| Civic Center (Santa Ana)  | Flower Street                            | Santa Ana Blvd y Flower St                                      | OC Bus: 55, 150/151, 862 |
| Artesia Pilar (Santa Ana) | Bristol Street                           | Santa Ana Blvd y Bristol St                                     | OC Bus: 57 |
| Artesia Pilar (Santa Ana) | Raitt Street                             | Santa Ana Blvd y Raitt St                                       | OC Bus: 150/151 |
| Artesia Pilar (Santa Ana) | Fairview Street                          | Civic Center Dr y Fairview St                                   | OC Bus: 47 |
| Garden Grove              | Harbor Transit Center                    | Westminster Ave y Harbor Bulevar                                | OC Bus: 43, 60, Rapid 543, Rapid 560                                                                                         |

## Propuesta de extensión hacia el condado de Los Angeles
Metro de Los Angeles está evaluando una estación opcional en su proyecto Southeast Gateway Line en Cerritos, California en Bloomfield Avenue (justo al norte de la línea entre los condados de Los Ángeles y Orange) para facilitar una posible extensión futura hacia Santa Ana, y Disneyland en el condado de Orange y el Centro de Los Angeles; eventualmente se conectaría con el tranvía OC Streetcar en el futuro, que también utiliza parte del derecho West Santa Ana Branch del antigua via de Pacific Electric.